# Sławków (Czechy)
Sławków (cz. Slavkov u Brna, niem. Austerlitz) – miasto w południowo-wschodnich Czechach, w kraju południowomorawskim, w powiecie Vyškov, ok. 20 km na wschód od centrum Brna, 6000 mieszkańców.
Na polach pomiędzy Sławkowem a Brnem rozegrała się w grudniu 1805 jedna z najważniejszych bitew wojen napoleońskich, bitwa pod Austerlitz, zwana także „bitwą trzech cesarzy”. Poległych żołnierzy upamiętnia m.in. Pomnik Pokoju na Wzgórzu Prackim, kilkanaście kilometrów od Sławkowa.

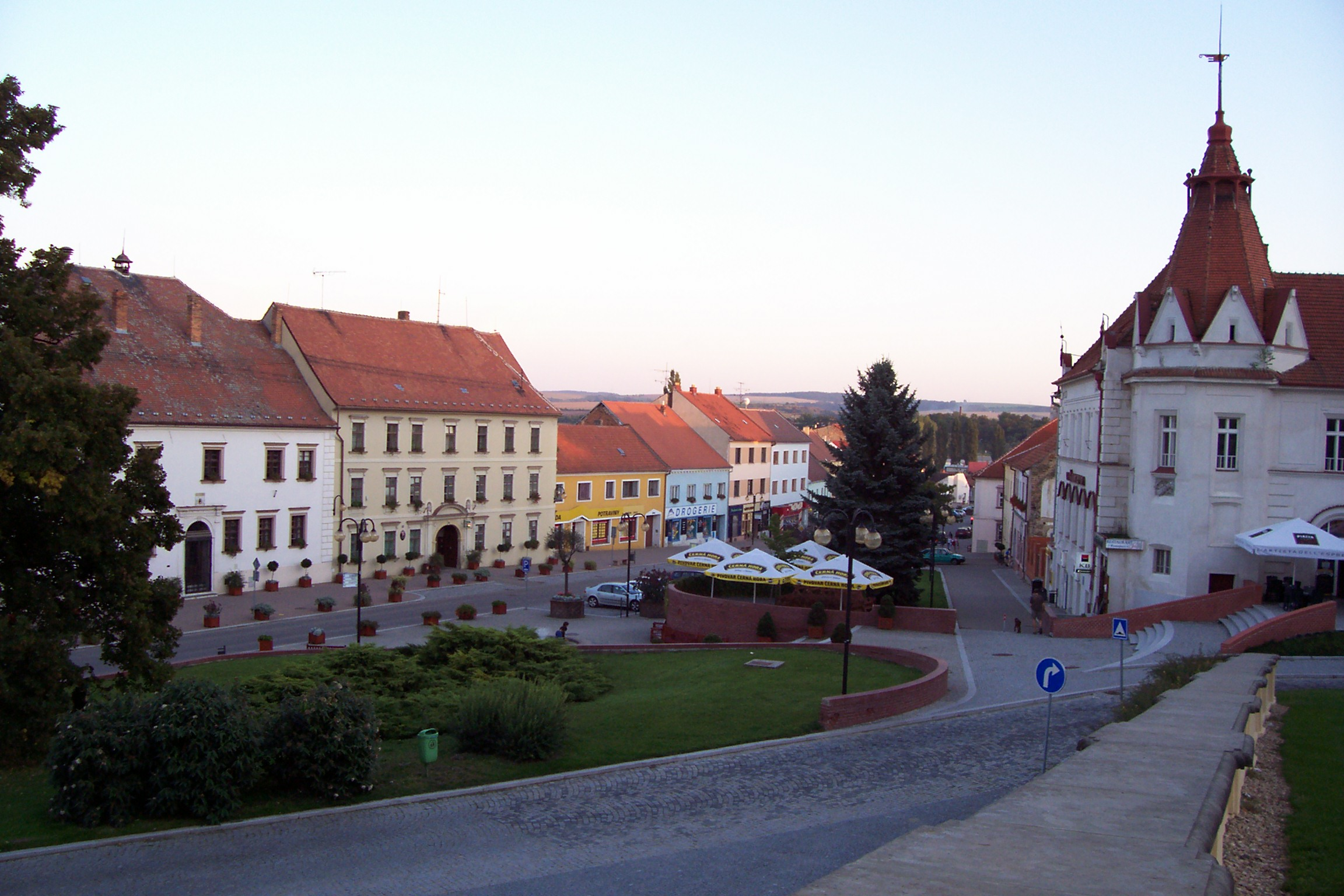
Widok na miasto ze wzgórza pałacowego

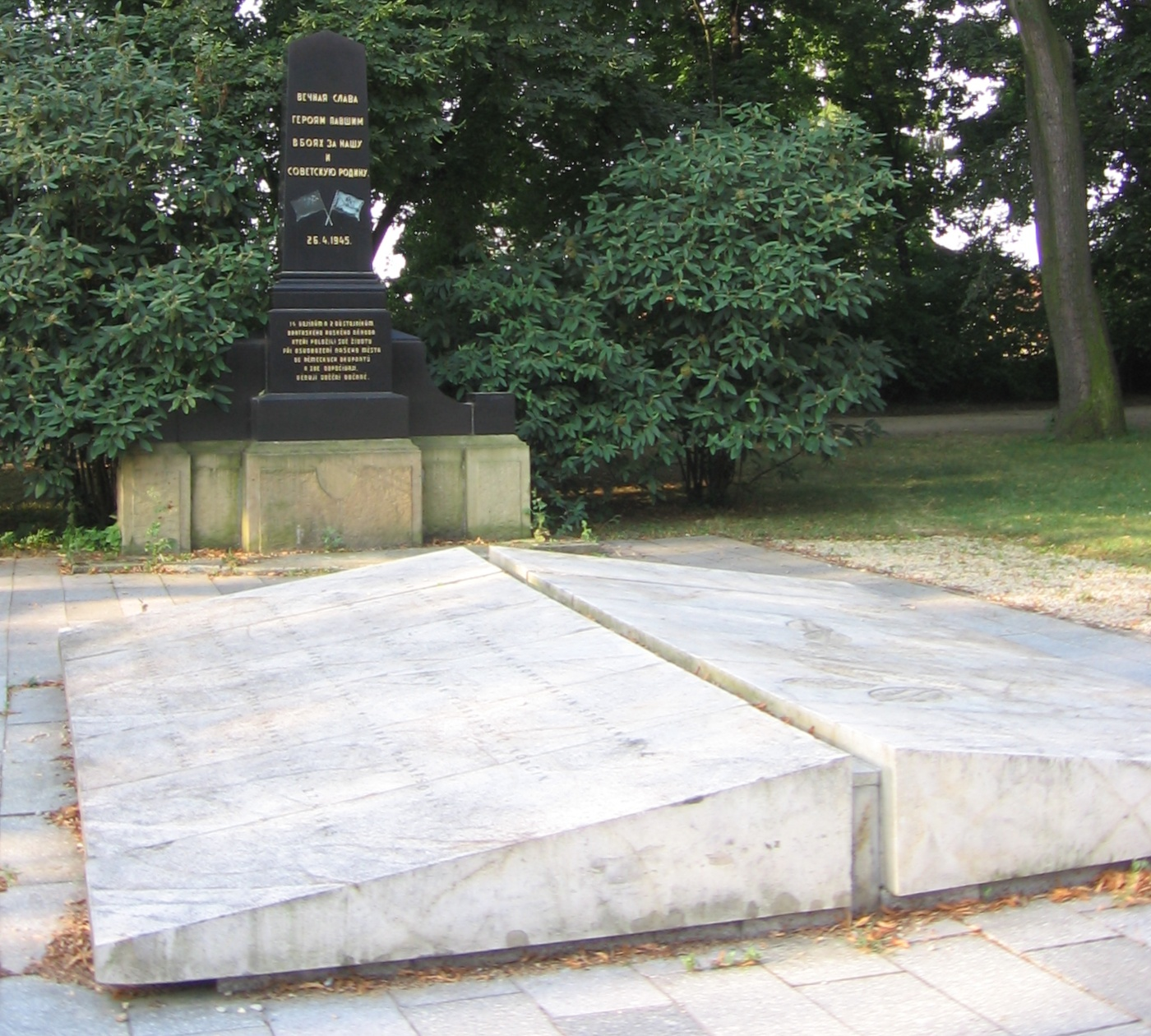
Grób żołnierzy z 1945

Trzydzieści lat później, w 1836, okolicę nawiedziła epidemia cholery, powtórzyła się ona jeszcze w 1866. Pamięci ofiar poświęcony jest mały pomnik ustawiony w pobliżu drogi do sąsiedniej wsi Křenovice, obok podobnego, upamiętniającego ofiary bitwy pod Sławkowem.
26 kwietnia 1945 Armia Czerwona wkroczyła do miasta, tracąc w walkach z Wehrmachtem kilkunastu żołnierzy, których zbiorowy grób znajduje się w parku opodal tutejszego pałacu.
29 stycznia 2015 roku Austria, Czechy i Słowacja podpisały w mieście Deklarację sławkowską.

## Miasta partnerskie
- Sławków
- Ostrołęka